# Giovanni Cesare Pagazzi
Giovanni Cesare Pagazzi (ur. 8 czerwca 1965 w Cremie) – włoski duchowny katolicki, arcybiskup, w latach 2022–2025 sekretarz Dykasterii ds. Kultury i Edukacji, od 2025 Archiwista i Bibliotekarz Świętego Kościoła Rzymskiego.

## Życiorys
23 czerwca 1990 otrzymał święcenia kapłańskie i został inkardynowany do diecezji Lodi. Pracował głównie na włoskich uczelniach kościelnych. W 2009 został kierownikiem formacji diakonów stałych, a w 2015 został dyrektorem ds. studiów teologicznych przy diecezjalnym seminarium. W 2021 mianowany wicedyrektorem instytutu teologicznego w Lodi.
26 września 2022 został mianowany przez papieża Franciszka sekretarzem Dykasterii ds. Kultury i Edukacji. 30 listopada 2023 został mianowany arcybiskupem ze stolicą tytularną Bellicastrum.
10 lutego 2024 w katedrze Wniebowzięcia Najświętszej Maryi Panny w Lodi otrzymał święcenia biskupie. Udzielił mu ich prefekt Dykasterii ds. Kultury i Edukacji, kardynał José Tolentino Mendonça.
28 marca 2025 papież Franciszek mianował go Archiwistą i Bibliotekarzem Świętego Kościoła Rzymskiego.

## Przypisy

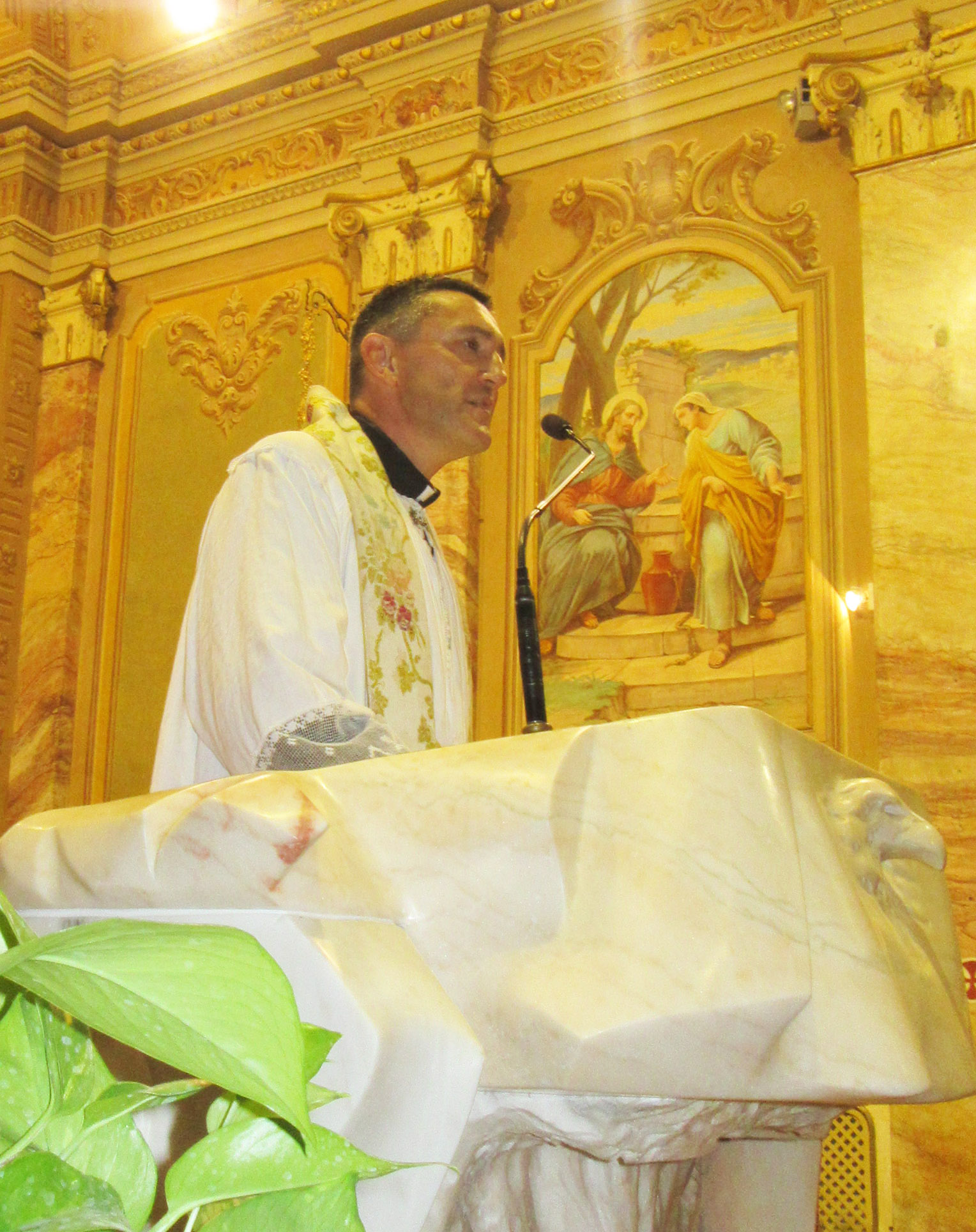
Giovanni Cesare Pagazzi, Caselle Landi, 2018.